# Synapha morenoi
Synapha morenoi är en tvåvingeart som beskrevs av Lane 1963. Synapha morenoi ingår i släktet Synapha och familjen svampmyggor. Inga underarter finns listade i Catalogue of Life.